# 有田&山崎のひきだし太郎
『有田&山崎のひきだし太郎』（ありたやまざきのひきだしたろう）とは、かつてテレビ東京系列にて、不定期に放送されていたトーク番組。初回は『有田&山崎のおしゃべり太郎』、第2回は『有田&山崎のひきだし野郎』というタイトル名で放送された。

## 内容
くりぃむしちゅー有田哲平とアンタッチャブル山崎弘也が司会の「日本一無責任なトーク番組」。有田、山崎共に個人で、初の冠番組となった。ナレーターは第1回は丸山詠二、第2回以降は大岡優一郎（テレビ東京アナウンサー）。ゲスト出演者は番組宣伝的な要素が強く、有田に言わせると「TBSでいえば、『オールスター感謝祭』」のようなもの。第3回以降、番組マスコットとして、白いひきだしを全身にまとった「ひきだし太郎」くんが登場。第3回は、『アリケン』に出演している堀内健が「呼んでよー」と、中からサプライズ登場した。第4回は、特に演出はなく、番組冒頭トークで、有田曰く、「巨人でいえば、ジャビットくん」だが、「（白いひきだしだらけの）背景と同化していてよくわからない」などと言われ目立たない。
話題のゲストを招いて、ゲストが580個ある箱を選び（580個すべてが違うテーマというわけではなく、いくつかトークテーマが重複している）、中に書いてあるお題を使ってMC2人とトークをする。お題は「かさぶた」や「ちょんまげ」のようにトーク番組にはとても合わないものが多い。
有田曰く、番組タイトルは有田に決定権があったらしく、相方上田晋也のピン番組『おしゃれイズム』を意識した『有田&山崎のおしゃべりイズム』にする予定だったが、テレビ東京側からNGが出て有田の目の前にあったキャベツ太郎の太郎を拝借して『有田&山崎のおしゃべり太郎』になったと語っている。
第1回放送のエンディングの楽屋トークでは有田が「春からレギュラー放送間違いない」とほのめかす。『くりぃむしちゅーのオールナイトニッポン』でも「レギュラー放送狙っている」と発言している。しかし、レギュラー化はされなかった、これはレギュラー化は決まったものの、放送時間が山崎がTBSラジオで放送している『アンタッチャブルのシカゴマンゴ』と放送時間がかぶってしまうため、レギュラー放送がなくなってしまったためである。しかし、放送が決定してしまったため、その時間に始まった番組が『アリケン』であると第2弾のオープニングトークで有田が語っている。
第3回、第4回、第7回、第9回は『アリケン』など、「バラエティ7」土曜日枠内で放送され、『アリケン』の番組後半に行われていた商品宣伝コーナーも、「大人の事情コーナー」として、赤い「大人の事情ひきだし」を引く形で行われていたが、『バラエティ7』が消滅し、なおかつ『アリなし〜アリケン★ゴールデンスタジアム〜』が終了したと同時に、テレビ東京における有田出演のレギュラー番組も消滅したため、2011年7月放送の第9回が最後となった。

## 出演者

### MC
- 有田哲平（くりぃむしちゅー）
- 山崎弘也（アンタッチャブル）

### テーマ読み上げ
- 亀井京子（第1回、テレビ東京アナウンサー）
- 大橋未歩（第2、3回、テレビ東京アナウンサー）

※第4回は出演なし。

### ナレーター
- 大岡優一郎（テレビ東京アナウンサー）

### ゲスト

#### 第1回
- 貴乃花親方、花田景子
- 羽野晶紀
- 春風亭小朝
- たかの友梨
- 小倉優子
- つぶやきシロー、大竹一樹（さまぁ〜ず）

#### 第2回
全員、映画『パコと魔法の絵本』の出演者・監督で、同映画の宣伝のために出演。
- 小池栄子
- 國村準、中島哲也
- アヤカ・ウィルソン
- 劇団ひとり

#### 第3回
- 金子昇 ※Lドラ『ママはニューハーフ』の番組宣伝
- AKB48卓球部（秋元才加、小嶋陽菜、高橋みなみ、峯岸みなみ、宮澤佐江）※『世界卓球2009』の番組宣伝
- ピンポン7（大橋未歩、大竹佐知、前田海嘉、秋元玲奈〈以上テレビ東京アナウンサー〉）、堀内健（ネプチューン）※ピンポン7は『世界卓球2009』の番組宣伝、堀内は『アリケン』の番組宣伝

#### 第4回
- 原幹恵（『嬢王 Virgin』の番組宣伝）
- 柳原可奈子（『空から日本を見てみよう』の番組宣伝）
- 秋元梢（『The Hills』の番組宣伝）
- 秋元玲奈、相内優香（いずれもテレビ東京アナウンサー、『A×A ダブルエー』の番組宣伝）

#### 第5回
- 遠藤憲一
- 宮藤官九郎、細川徹
- 峰竜太
- 八代亜紀

#### 第6回
- 河本準一（次長課長、『くだまき八兵衛』の番組宣伝）
- 内山高志（『WBA世界スーパーフェザー級王者防衛戦中継』の番組宣伝）
- 加藤成亮（NEWS、『トラブルマン』の番組宣伝）
- ギャル曽根（『元祖!大食い王決定戦』のDVD宣伝）

#### 第7回
- 田原総一朗（BSジャパン特番『田原総一朗の遺言』の番組宣伝）
- 高田純次
- 原幹恵、明日花キララ、羽田あい（『嬢王3 〜Special Edition〜の番組宣伝）
- 堀江貴文
- 篠原信一、穴井隆将、杉本美香（『柔道グランドスラム東京中継』の番組宣伝）
- JOY
- はんにゃ（『ピラメキーノ』・『ピラメキーノG』の番組宣伝、映画『お墓に泊まろう!』の宣伝）

#### 第8回
- 久本雅美、高田延彦（『料理の怪人』の番組宣伝）
- 杉本彩
- 斎藤工、北川弘美（『最上の命医』の番組宣伝）

#### 第9回
- あやまんJAPAN、楽しんご
- 福田沙紀、剛力彩芽（『IS 〜男でも女でもない性〜』の番組宣伝）
- ほんこん（『ちょこっとイイコト 〜岡村ほんこん♥しあわせプロジェクト〜』の番組宣伝）
- 清水ミチコ（『所さんの学校では教えてくれないそこんトコロ!』の番組宣伝）

## スタッフ
第9回放送分
- 構成：堀田延、北本かつら
- TD：菊池裕介
- カメラ：田中圭介
- VE：水野暁夫
- 音声：永久保仁志
- 照明：水野二夫
- 美術：小越敏彦
- デザイン：金森明日香
- 大道具：土田恵佑
- 小道具：植田幸奈
- アクリル装飾：八島貴広
- メイク：小谷香織
- 技術協力：テクノマックス
- 照明・美術協力：テレビ東京アート
- 編集：大関秀雄（麻布プラザ）
- MA：植木俊彦（麻布プラザ）
- 音効：佐藤卓嗣（278）
- 番宣：岡仁
- デスク：神山亜弓
- AP：大野もも、平沢務
- 演出補：菊池カンナ、折茂佳奈子、増山友香
- ディレクター：鈴木拓也、地濃愛
- 総合演出：矢部宏光
- プロデューサー：塩原幸雄、上原敏明、島田勇夫
- 総合プロデューサー：伊藤隆行
- 制作協力：ユーフィールド
- 製作著作：テレビ東京

## 放送時間に関する備考
第2回は金曜「スポバラ」枠と金曜24時53分 - 25時23分のローカル枠で放送、第3回、第4回、第8回、第9回は「バラエティ7」枠内で放送、第5回は番組で初めて深夜ではなく昼間に放送され、第6回はバラエティ7木曜枠で2週放送、第7回はバラエティ7土曜枠で2週放送された。
放送される時期は平日の場合はバラエティ7の新番組開始までの穴埋めとして、土曜の場合はバラエティ7の番組（2010年9月までは第2部・第3部、2010年10月 - 2011年9月は前半・後半の2部構成）を休止して放送するか、平日同様に新番組開始までの穴埋めとして放送されることが多かった。このため、ネット局に関しても平日バラエティ7枠で放送される場合はTXN系列全国ネットで、土曜バラエティ7枠で放送される場合は関東ローカルで放送されていた。